# K.k. Landwehrinfanterieregiment „Linz“ Nr. 2
Das k.k. Landwehrinfanterieregiment „Linz“ Nr. 2 war ein Verband der k.k. Landwehr der österreichisch-ungarischen Streitkräfte. Es bestand von 1889 bis zu seiner Auflösung im November 1918.
Der Wahlspruch des Regiments lautete: „Für Gott, Kaiser und Oberösterreich“

## Aufstellung und relevante Ereignisse
Im Zuge der Neuorganisation der Landwehr wurde im Mai 1889 durch Zusammenschluss der Landwehrbataillone Nr. 6 (Linz), Nr. 7 (Wels), und Nr. 8 (Salzburg-Hellbrunner Kaserne) das k. k. Landwehrinfanterieregiment „Linz“ Nr. 2 aufgestellt. Gemeinsam mit dem Landwehrinfanterieregiment „St. Pölten“ Nr. 21 bildete es die 87. Landwehrinfanteriebrigade in Linz. Diese wiederum war Teil der 44. Landwehrinfanterietruppendivision in Innsbruck. Das Regiment war in der, aus drei Hauptgebäuden bestehenden Landwehrkaserne in Linz untergebracht. (Das Regimentskommando lag in dem Teil, der auch als Objekt II oder „Zweite Landwehrkaserne“ genannt wurde.)
Im Gegensatz zu den k.u.k. Infanterieregimentern der Gemeinsamen Armee, die sich bis 1917 aus vier Bataillonen zusammensetzten, bestand das k.k. Landwehrinfanterieregiment „Linz“ Nr. 2 aus drei Bataillonen mit jeweils vier Kompanien und einem Ersatzbataillon. Dem Regiment war zudem eine Maschinengewehrabteilung mit vier Maschinengewehren unterstellt. Die Friedensstärke der Kompanien betrug 69 Mann.
Am 31. Juli 1914 wurde in Österreich-Ungarn die Generalmobilmachung ausgerufen. Bereits am 18. August rückte das Regiment aus. Es war mit der 44. Landwehrinfanterietruppendivision zum XIV. Armeekorps (General der Infanterie Erzherzog Joseph Ferdinand) kommandiert worden und der 3. Armee unter General der Kavallerie Rudolf von Brudermann unterstellt.

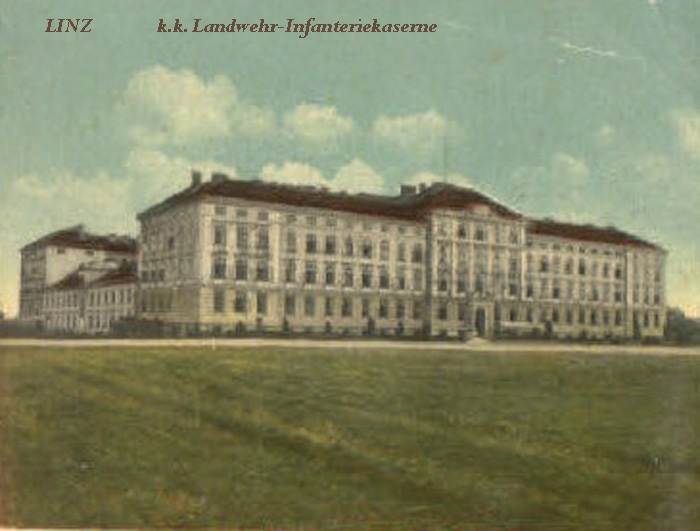
Objekt II oder Zweite Landwehrkaserne in Linz

Bereits im Oktober 1914 erfolgte die erste Verleihung einer Goldenen Tapferkeitsmedaille an einen Angehörigen des Regiments. Diese Medaille wurde am 27. Oktober 1914 posthum an den Stabsfeldwebel Josef Fröschl verliehen.
Im April 1917 wurden auf Vorschlag des k.k. Landesverteidigungsministers Friedrich von Georgi der Landwehrtruppen in Schützen umbenannt. Dementsprechend hießen die Landwehrinfanterieregimenter ab Frühjahr 1917 Schützenregimenter.

## Status 1914
- Verbandszugehörigkeit: 44. Landwehrinfanterietruppendivision – 87. Landwehrinfanteriebrigade[6]
- Nationalitäten Mannschaft: 98 % Deutsche – 2 % Andere
- Landwehr-Ergänzungsbezirk: Linz und Salzburg
- Kommandant: Oberst Konstantin Ritter Wasserthal von Zuccari
- Stabsoffiziere: Oberstleutnant Franz Unger - Oberstleutnant Anton Möstl - Major Josef Morel - Major Leopold Hirsch - Major Julius Vogel - Major Vinzenz Beran - Major Franz Drtina

## Gefechtskalender

### 1914

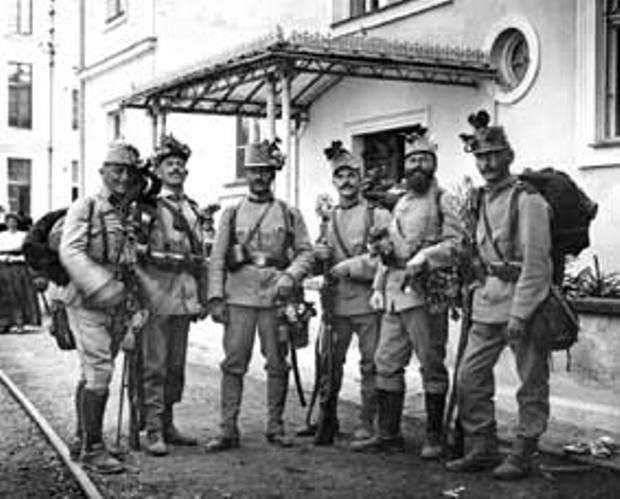
Angehörige des Regiments beim Ausmarsch in Linz 1914

- 29. August 1914: Schlacht von Lemberg. Es wurden die Jeziernahöhe gegen Gliniany und ein Waldgebiet bei Zurawniki erstürmt.
- 3. bis 11. September 1914: Schlacht bei Rawa Ruska und Zrotowice. Die russische Kräftemassierung im Norden erforderte eine Umgruppierung. Die 44. Landwehr-Infanterietruppendivision (LITD) wurde zur 1. Armee (Generaloberst Dankl) verschoben. Die LIR Nr. 2 und Nr. 21 bildeten jetzt die 122. Infanteriebrigade
- Oktober/November 1914: Kämpfe bei Krakau und Czenstochau

### 1915
- Dezember 1914 bis März 1915: Schlacht in den Karpaten
- Mai 1915: Österreichische Gegenangriffe in Galizien
- ab 23. Mai 1915: Verlegung an den italienischen Kriegsschauplatz. Abwehrkämpfe am Isonzo im Bereich  Planina za Grebenom oberhalb des Lepenjetales im Gebiet des Krn. Die Höhenstellung im Bereich der Gipfel des Vrisic, Lipnik und der Kote 1776, auch „Teufelsfelsen“ genannt, wurde vom LIR 2 über achteinhalb Monate lang erfolgreich verteidigt.

### 1916
- März bis Mai 1916: Das Regiment lag im Raum Bozen auf Retablierung und wurde danach auf die Hochfläche der Sieben Gemeinden[7] verlegt.
- 15. Mai 1916: Teilnahme an der Südtiroloffensive. Schwere Kämpfe um den Monte Pau
- 4. Juni 1916: Beginn der Brussilow-Offensive. Zur Verstärkung wird unter anderem das LIR 2 nach  Ostgalizien  verlegt. Es folgen schwere Kämpfe mit großen Verlusten bei Kolomea, bei Struby, Tlumacz, Palahycze und Uzin.
- 19. August 1916: 9. Isonzoschlacht. Das Regiment verlegt erneut an den Isonzo und wird östlich von Görz bei  Lokve am Ternovaner Wald eingesetzt. Nach einem feindlichen Durchbruch bei Lokvica führt die Einheit am Höhepunkt der Schlacht einen massiven Gegenangriff durch und kann etwa 2.000 Gefangene einbringen.

### 1917
- August 1916 bis Mai 1917: Abwehrkämpfe am Isonzo
- 12. Mai 1917: Beginn der 10. Isonzoschlacht. Das Regiment verteidigte den Nordhang des Fajti Hrib auf dem Karst.
- 23. Mai 1917: Nach umfangreicher Artillerievorbereitung erfolgte ein starker italienischer Angriff, der vom Regiment unter großen Verlusten der Angreifer abgewiesen werden konnte.
- Mai bis August 1917: Abwehrkämpfe am Isonzo
- 17. August 1917: 11. Isonzoschlacht. Das Regiment war durchgehend an den  Abwehrkämpfen beteiligt.
- August bis Oktober 1917: Abwehrkämpfe am Isonzo
- 27. Oktober 1917: 12. Isonzoschlacht Das Regiment stürmte die italienischen Stellungen am Fajti Hrib und folgte bei strömendem Regen und schwierigen Wegverhältnissen dem fliehenden Feind in die italienische Tiefebene. Nach tagelangen Märschen kam es am 7. November zu ersten Verfolgungsgefechten bei Zaghi, wo der Fluss Livenza unter starker Gegenwehr überwunden und der jenseitige Uferdamm erstürmt werden konnte. Nach weiteren Verfolgungskämpfen erreichte die Spitze des III. Bataillons am 9. November als erste Einheit die Piave und konnte beiderseits Salgareda die Uferböschung besetzen.
- November bis Dezember 1917: Abwehrkämpfe in der Brückenkopfstellung von Zenson, am rechten Ufer des Piave.
- 26. Dezember 1917: Es war unmöglich geworden, die Brückenköpfe westliche der Piave länger zu halten. Die dort liegenden Truppen (die Besatzungen der Dammstellung bei Zenson) mussten auf das östliche Ufer zurückgenommen werden.

### 1918
- Dezember 1917 bis Februar 1918: Abwehrkämpfe in der venetianischen Tiefebene
- Februar bis Juni 1918: Retablierung und Ausbildung in der neuen Kampftaktik  der „elastischen Kampfweise“. Unter der Leitung von Generalmajor Schönauer diente diese Phase der Vorbereitung für die letzten österreichische Offensiven im Juni 1918 (Piaveschlachten), in denen  das Schützenregiment Nr. 2 unter schwierigsten Bedingungen[8] bestehen musste. Hier fiel auch am 22. Juni 1918 der Regimentskommandant, Oberst Alfred Purtscher, in seinem Gefechtsstand. Nach dem Scheitern der Piaveoffensive und schweren eigenen Verlusten erfolgten heftige Angriffe der Italiener, die in der sogenannten Schlacht von Vittorio Veneto gipfelten. Das Regiment nahm dabei an den Verteidigungskämpfen am östlichen Piaveufer teil.

Am 4. November 1918 erreichte das Regiment um drei Uhr früh im Raum Gemona-Osoppo die Nachricht vom Waffenstillstand. Trotz der nun ausbrechenden chaotischen Zustände und unterschiedlicher Auslegung der Waffenstillstandsbedingungen konnte Regimentskommandant Oberst Franz Karl Unger von Zurawniki mit dem größten Teil seines Regiments in das Gebiet nördlich der Demarkationslinie entkommen. In Eilmärschen durch das Kanaltal wurde zunächst Pontebba und am 6. November 1918 Villach erreicht. Der ordnungsgemäße Zustand der Truppe veranlasste den Villacher Bürgermeister dazu, das Regiment zu bitten, noch einige Tage in Villach zu bleiben, um Ruhe und Ordnung aufrechtzuerhalten. Am 10. November 1918 erfolgte dann der Bahntransport nach Linz, wo am folgenden Tag in der Landwehrkaserne Mannschaften und Offiziere von Oberst Unger entlassen wurden. Das k.k. Schützenregiment „Linz“ Nr. 2 hatte damit zu existieren aufgehört.

## Nachweise und Anmerkungen
1. ↑  Die Landwehrinfanterieregimenter (kurz LIR) führten stets den Namen der Stabsgarnison in der vollständigen Bezeichnung
2. ↑  Zweite Landwehrkaserne. In: stadtgeschichte.linz.at, Denkmäler in Linz.
3. ↑  Hugo Schmid, Heerwesen: Lehr- und Lernbehelf für Militär-Erziehungs- und Bildungsanstalten sowie Reserveoffiziersschulen. Band 2 Österreich-Ungarn. S. 38–39.
4. ↑  Österreichisches Bundesministerium für Heereswesen, Kriegsarchiv (Hrsg.): Österreich-Ungarns letzter Krieg 1914–1918. Erster Band: Das Kriegsjahr 1914. S. 73–74.
5. ↑  Österreichisches Bundesministerium für Heereswesen, Kriegsarchiv (Hrsg.): Österreich-Ungarns letzter Krieg 1914–1918. Erster Band: Das Kriegsjahr 1914. S. 30.
6. ↑  Maximilian Ehnl: Die österreichisch-ungarische Landmacht nach Aufbau, Gliederung, Friedensgarnison, Einteilung und nationaler Zusammensetzung im Sommer 1914. S. 73.
7. ↑  Obwohl es sich topografisch um die Hochfläche von Lavarone/Folgaria handelt, wurde die Gegend vom k.u.k. Militär immer so bezeichnet, allerdings gibt es auch noch aktuelle italienische Karten, die es so sehen
8. ↑  kaum noch Munition, Verpflegung oder Personalersatz
9. ↑  Bis dahin Grenzstation zwischen Italien und Österreich-Ungarn